# Гродський Петро Миколайович
Гродський Петро Миколайович (1961 — †1983) — радянський військовик, учасник афганської війни.

## Життєпис
Народився у 1961 в селі Великі Деревичі Любарського району Житомирської області. У 1976 після закінчення восьмирічної школи вступив у Здолбунівське СПТУ № 2, яке закінчив з відзнакою у 1979 за спеціальністю «слюсар з ремонту рухомого складу».
У 1981 році був призваний до лав Збройних Сил СРСР і направлений у складі ОКРВ в Афганістан.
Загинув у 1983 році.

## Нагороди
- орден Червоної Зірки (посмертно)